# Чайри
Чайри (рос. Чайры) — село у Шаройському районі Чечні Російської Федерації.
Населення становить 123 особи (2019). Входить до складу муніципального утворення Чайринське сільське поселення.

## Історія
Згідно із законом від 14 липня 2008 року органом місцевого самоврядування є Чайринське сільське поселення.

## Населення
| 2002 | 2010 | 2012 | 2013 | 2014 | 2015 | 2016 |
| ---- | ---- | ---- | ---- | ---- | ---- | ---- |
| 121  | ↗139 | ↗143 | →143 | ↘142 | ↘132 | ↘129 |
| 2017 | 2018 | 2019 |      |      |      |      |
| ↘127 | ↘122 | ↗123 |      |      |      |      |